# Campeonato del Fútbol Centenario 1921
Das Campeonato del Fútbol Centenario 1921 war ein Sonderturnier der Primera Fuerza, das in den Monaten August und September 1921 anlässlich der Feierlichkeiten zur hundertjährigen Unabhängigkeit Mexikos von der spanischen Kolonialherrschaft veranstaltet wurde. Im Finale standen sich dann ausgerechnet die beiden „spanischen“ Teams vom Real Club España und vom Club Asturias gegenüber, die eine traditionelle Rivalität verband. Das Endspiel endete durch einen Spielabbruch, nachdem die Mannschaft von Asturias vorzeitig den Platz verlassen hatte. Daraufhin wurde der Real Club España zum Turniersieger erklärt.

## Modus
Alle Begegnungen wurden im Parque España de la Reforma am Paseo de la Reforma in Mexiko-Stadt ausgetragen. Weil das Turnier im K.o.-Verfahren ausgetragen wurde und insgesamt 15 Mannschaften teilnahmen, kam der Pachuca AC in der ersten Runde per Freilos weiter.

## Achtelfinale
|                     | Ergebnis    |                   |
| ------------------- | ----------- | ----------------- |
| Club América        | 0:2         | CF Asturias       |
| Iberia de Córdoba   | 1:0         | CF México         |
| L‘Amicale Française | 4:3         | CD Guadalajara    |
| Reforma AC          | 2:0         | A.D.O.            |
| Real Club España    | 1:0         | FV Germania       |
| Luz y Fuerza        | 11:1 n. V.1 | CF Atlas          |
| Club Morelos        | 1:3         | Sporting Veracruz |

1 Wegen des 1:1 zwischen Luz y Fuerza und Atlas wurde ein Entscheidungsspiel erforderlich, das der Club Atlas 2:0 nach Verlängerung gewann.
Freilos: Pachuca AC

## Viertelfinale
|                   | Ergebnis        |                     |
| ----------------- | --------------- | ------------------- |
| Pachuca AC        | 0:7             | CF Asturias         |
| Iberia de Córdoba | 0:3             | L‘Amicale Française |
| Reforma AC        | 0:1             | Real Club España    |
| Sporting Veracruz | 21:12 (abgebr.) | CF Atlas            |

2 Das Spiel endete 1:1 und ging in die Verlängerung. Während dieser verließ die Mannschaft von Sporting den Platz, so dass die Begegnung abgebrochen und mit 2:1 zu Gunsten des Club Atlas gewertet wurde.

## Halbfinale
|                     | Ergebnis  |             |
| ------------------- | --------- | ----------- |
| L‘Amicale Française | 3:5 n. V. | CF Asturias |
| Real Club España    | 2:0       | CF Atlas    |

## Finale
|                  | Ergebnis  |             |
| ---------------- | --------- | ----------- |
| Real Club España | 3abgebr.3 | CF Asturias |

3 Im aufgeheizten „spanischen Derby“ verließ die Mannschaft des Club Asturias vorzeitig den Platz, so dass die Begegnung abgebrochen und mit 1:0 zu Gunsten des Real Club España gewertet wurde. 